# Blind passager
 Må ikke forveksles med blind passager - fænomen som er fulgt med én uden at man har bemærket det, ofte med overraskende, evt. skæbnesvangre følger
 Må ikke forveksles med blind passager - passiv deltager/skjult vidne
En blind passager er en person, som rejser med tog, bus, fly skib eller andet transportmiddel, hvortil der kræves gyldig rejsehjemmel (billet), uden at have en sådan.
I 1800-tallets Danmark var det almindeligt, at postvognen medtog en passager uden billet – mod en godtgørelse til postkusken. Som bekendt rejste H.C. Andersen i 1819 fra Odense til København som blind passager.